# Sallah Shabati
Sallah Shabati é um filme de drama israelita de 1964 dirigido e escrito por Ephraim Kishon. Foi indicado ao Oscar de melhor filme estrangeiro na edição de 1965, representando Israel.

## Elenco
- Topol - Sallah Shabati
- Arik Einstein - genro de Sallah Shabati
- Geula Nuni - Habbubah Shabati
- Gila Almagor - Bathsheva Sosialit
- Albert Cohen
- Shraga Friedman - Neuman
- Zaharira Harifai - Frieda
- Shaike Levi - Shimon Shabati
- Nathan Meisler - Mr. Goldstein
- Esther Greenberg - esposa de Sallah
- Mordecai Arnon - Mordecai